# Sant Cristòfol de Pallars
Sant Cristòfol de Pallars, també coneguda com a Sant Cristòfol de les Tempestes, és una ermita romànica del municipi de Santa Eulàlia de Ronçana (Vallès Oriental). Està situada en una terrassa de l'actual urbanització Sant Cristòfol. A l'esquerra de la riera de Tenes, enlairada i ocupant l'extrem est del terme hi hagué l'antiga parròquia de Sant Cristòfol de Pallars, documentada des del 1194. A causa del despoblament del segle xiv, s'uní a Santa Justa i Santa Rufina, al terme de Lliçà d'Amunt. És un edifici que forma part de l'Inventari del Patrimoni Arquitectònic de Catalunya.

## Descripció
Planta de nau única, arrebossada a l'interior, coberta amb teulada a dues vessants. Absis semicircular, amb volta de mitja taronja i un altar de pedra. Té dues finestres esqueixades d'arc de mig punt, una al centre de l'absis i una al mur lateral. La façana té una porta dovellada d'arc de mig punt i a la part alta presenta un petit ull de bou. El capcer és triangular i sobrepassa una mica la teulada. El mateix passa a la capçalera. El parament és de carreus ben arrenglerats. Els angles estan emmarcats per grans carreus.

## Història
La primera referència documental és de l'any 1194, on es parla de construir un nou altar i que ha fet l'obra Arnau de Vilar. Tot i que desconeixem l'acta de fundació de la capella, en el testament del rector Pere Serrallonga, de l'any 1357, actualment desaparegut, es feia constar l'acta de fundació. Era sufragània de Sant Julià de Lliçà d'Amunt fins a l'any 1453, que passà a ser-ho de Santa Eulàlia. En un terratrèmol de 1457 va quedar quasi enderrocada, el 8 de juny es decretà la seva reconstrucció. En la visita pastoral del 3 de juny de 1756 s'esmenta la necessitat d'arreglar la teulada. El 1966 es va restaurar.

## Galeria

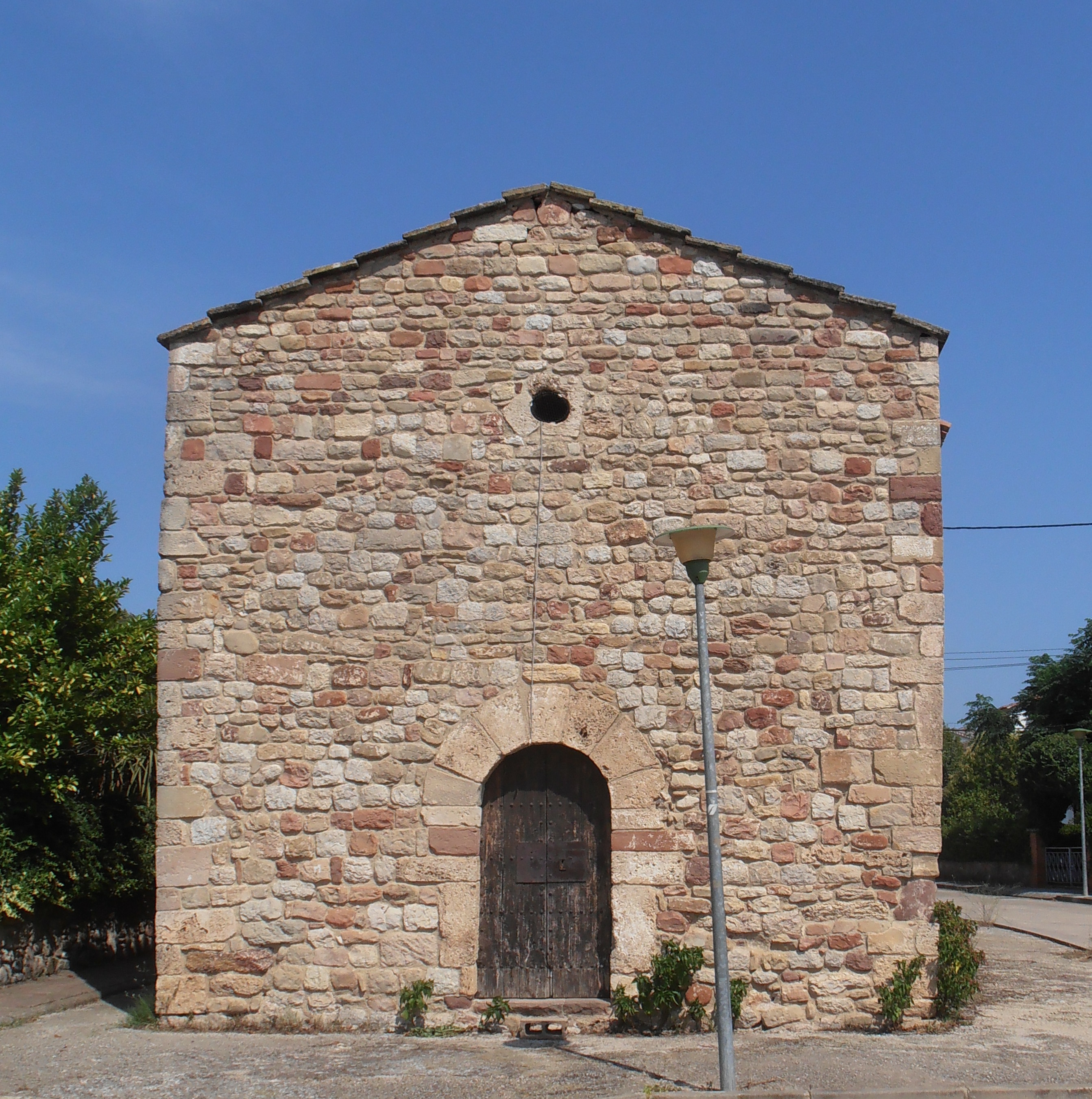
Fotografia frontal
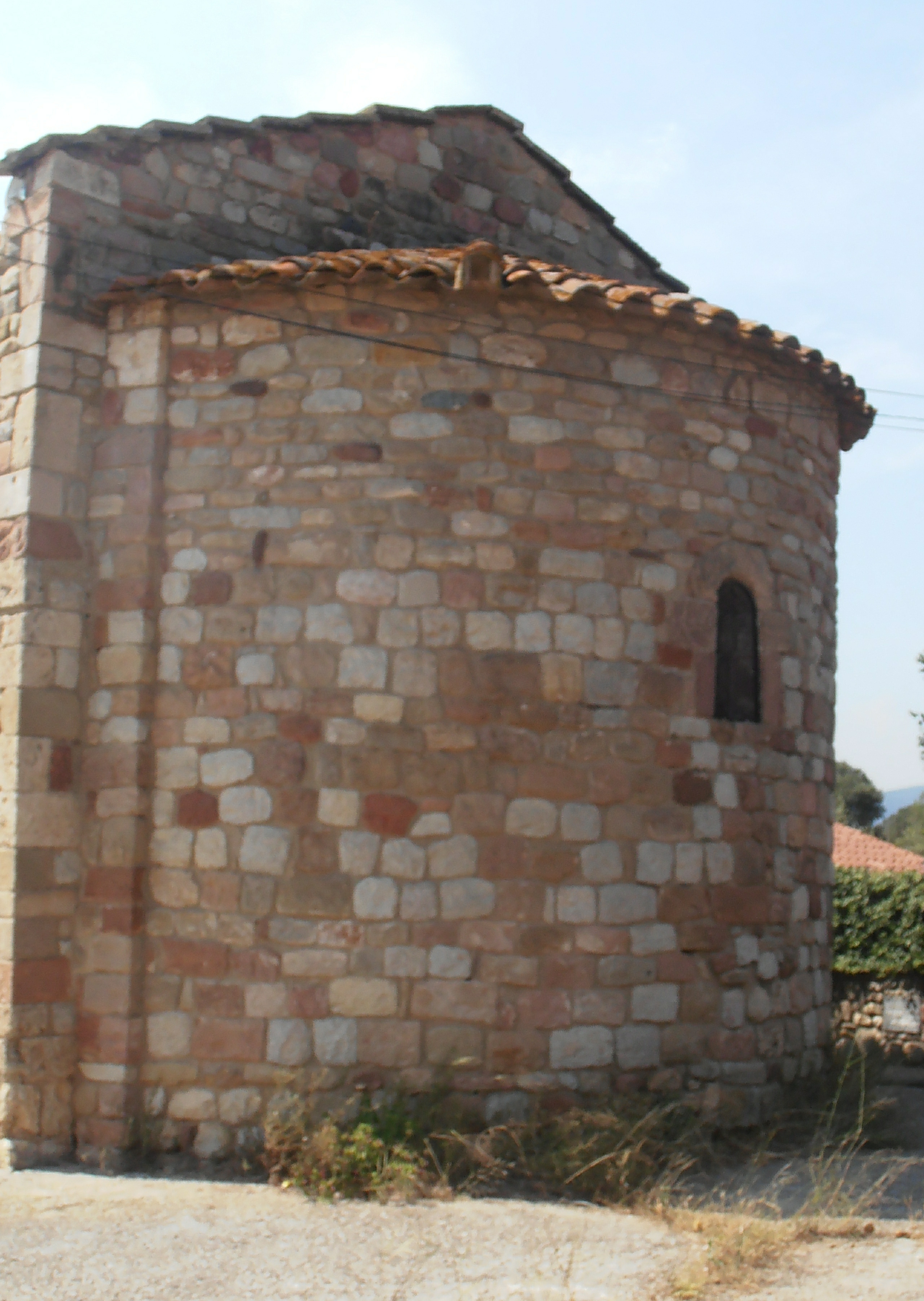
Fotografia exterior de l'absis